# 6月27日 (旧暦)
旧暦6月27日は旧暦6月の27日目である。六曜は友引である。

## できごと
- 永享11年（ユリウス暦1439年8月6日） - 飛鳥井雅世が『新続古今和歌集』を撰上
- 天正10年（ユリウス暦1582年7月16日） - 清洲会議。織田信長の後継を決める会議が清洲城で開催。信長の長男信忠の子・三法師（秀信）を擁した羽柴秀吉が実権を握る

## 誕生日
- 永和3年/天授3年（ユリウス暦1377年8月1日） - 後小松天皇、100代（北朝6代）天皇（+ 1433年）
- 寛政7年（グレゴリオ暦1795年8月11日） - 林玄仲、医師・役人（+ 1878年[1]）

## 忌日
- 天正9年（グレゴリオ暦1581年7月27日） − 遊佐続光、戦国時代から安土桃山時代にかけての武将（* 不明)
- 寛永17年（グレゴリオ暦1640年8月14日） - 松平康重、騎西藩主・笠間藩主・岸和田藩主（* 1568年）
- 文化6年（グレゴリオ暦1809年8月8日） - 上田秋成、読本作者・国学者・歌人（* 1734年）